# Straßenbahn Mandalay

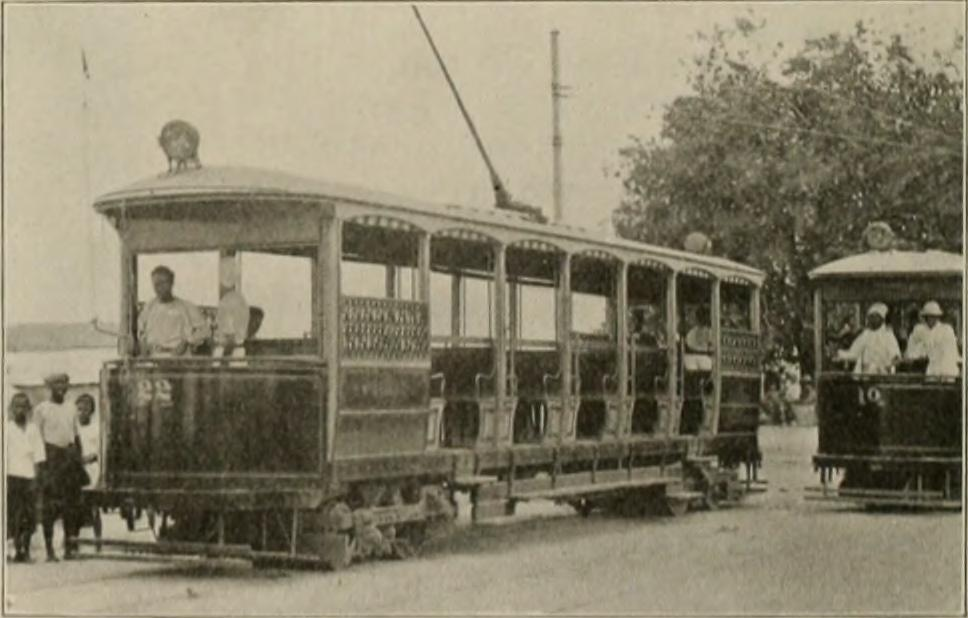
Straßenbahnwagen in Mandalay, 1904

Die Straßenbahn Mandalay wurde von der Mandalay Electric Company im birmanischen Mandalay errichtet und betrieben, die im Oktober 1902 mit einem Kapital von 200.000 Pfund gegründet wurde.

## Geschichte

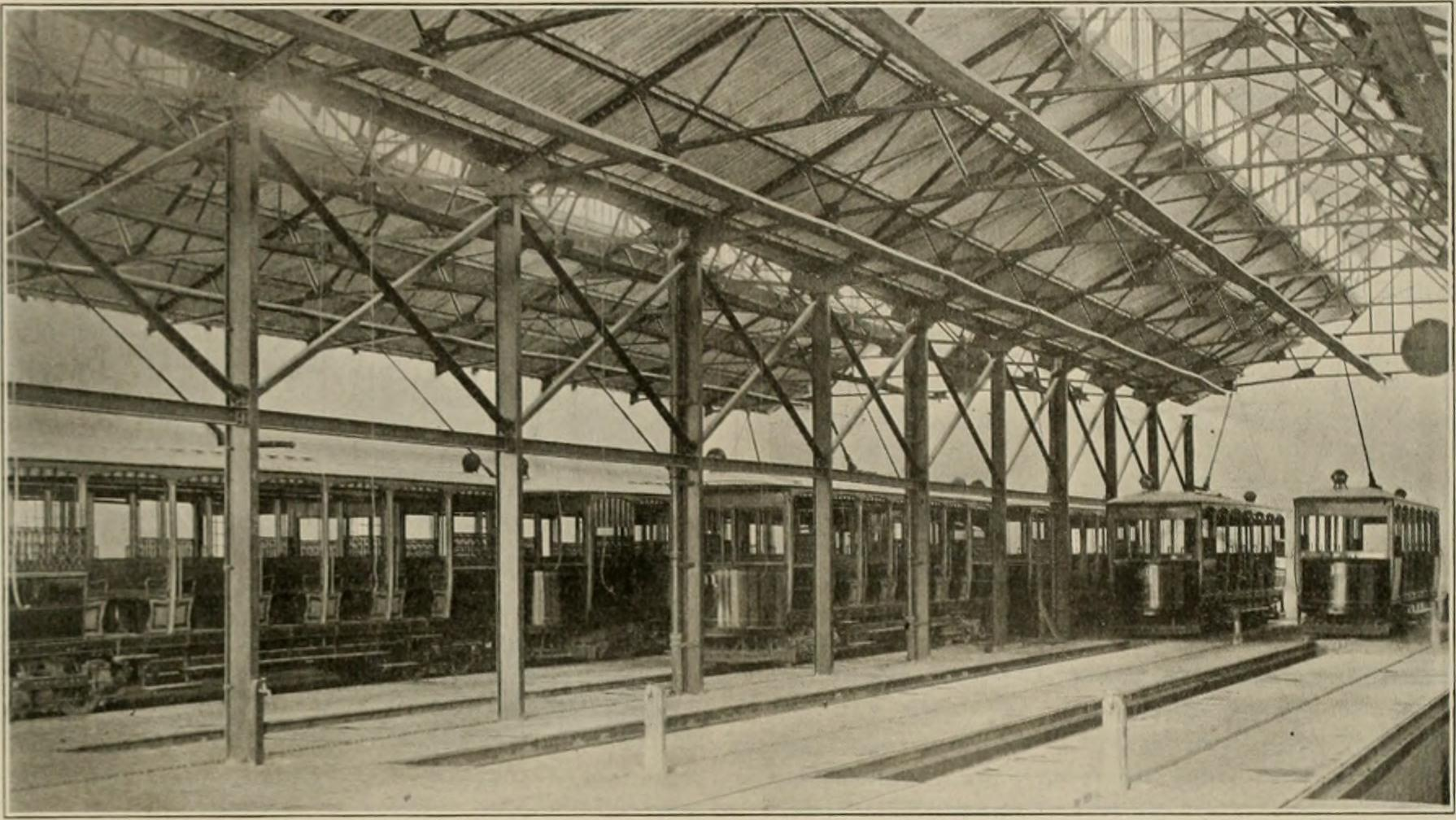
Betriebshof der Mandalay Electric Company, 1904

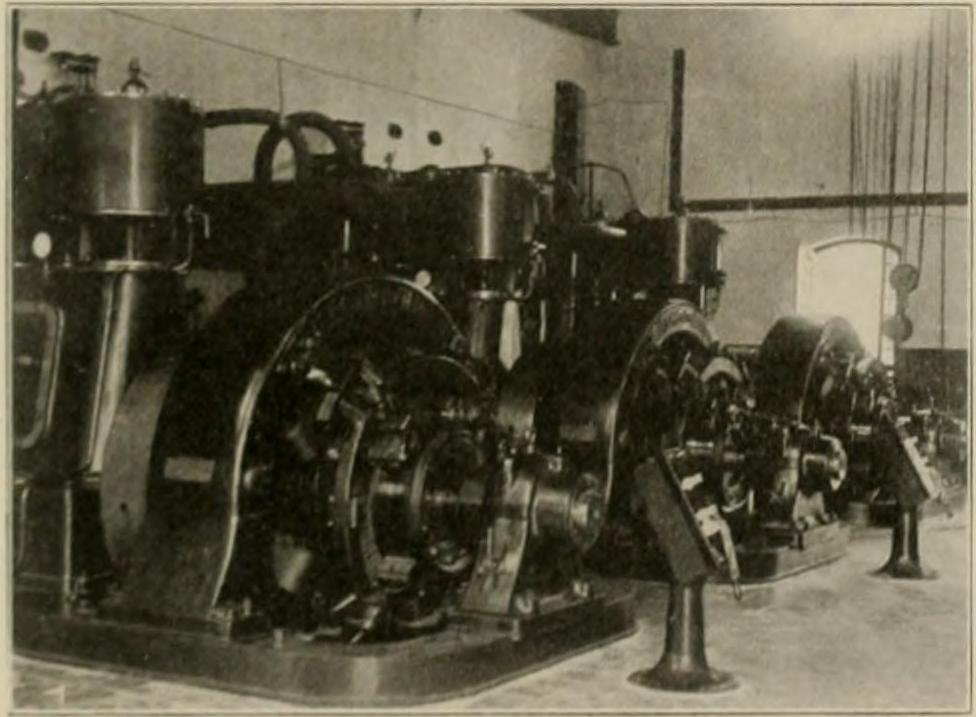
Generatorraum, 1904

Die Firma Dick, Kerr & Co. begann im Dezember 1902 mit dem Bau der Straßenbahn. Am 17. Juni 1904 wurde der erste elektrische Straßenbahnwagen in Betrieb genommen. Vom Zentrum am Zegyo-Basar gab es drei Linien, die zum Anleger der Dampfschiffe, zur Arakan-Pagode und zum Gericht fuhren.
Das Elektrizitätswerk in der 78. Straße hatte drei Wasserrohrkessel von Babcock & Wilcox mit einem Druck von 11 Bar. Daneben gab es ein Bürogebäude, Wagenhallen und Reparaturwerkstätten.
Das Gleis hatte eine Spurweite von 1.067 mm (3 Fuß 6 Zoll, Kapspur) und eine Länge von elf Kilometer. Die Strecke war über die gesamte Länge zweigleisig und elektrifiziert. Die 45 Meter langen Schienen waren 150 Millimeter hoch mit einem 38 Millimeter (1,5 Zoll) tiefen Spurkanal versehen. Sie wurden mit Doppelnägeln auf Hartholzschwellen befestigt.
Es gab 24 eindeckige, elektrisch angetriebene, offene Straßenbahnwagen mit 48 Sitzplätzen auf Querbänken, die von den Electric Railway & Tramway Carriage Works in Preston, Lancashire gebaut wurden. Die Wagenkästen waren 7.430 Millimeter lang und 1.800 Millimeter breit. Die Drehgestelle wurden von Brush hergestellt und deren Antriebe über 25B-Motoren der Dick, Kerr & Co. angetrieben, die etwa 28 PS leisteten und falls nötig über dafür vorgesehene Widerstände gebremst werden konnten. Die Dachrahmen waren komplett aus Teak hergestellt und mit in weißer Ölfarbe getränkter Baumwolle beplankt. Es gab an beiden Enden der Wagen elektrische Stirnleuchten mit 100 Volt.
Die Oberleitung und Schienen wurden während des Zweiten Weltkrieges bei einem Luftangriff vom 3. April 1942 schwer beschädigt und danach nicht wieder in Betrieb genommen.